# 古斯里奇冰原島峰
71°48′S 64°33′W / 71.800°S 64.550°W
古斯里奇冰原島峰是南極洲的冰原島峰，位於帕爾默地中部，屬於古滕科山脈的一部分，長40公里、寬10公里，在1974年由美國地質調查局繪入地圖。